# 小行星5357
小行星5357（英語：5357 Sekiguchi）是一颗围绕太阳公转的小行星。1992年3月2日，T. Fujii、渡邊和郎在北见发现了此天体。
这颗小行星的绝对星等为116.6585491425171等。